# 山頂公園 (香港)
山頂公園（英語：Victoria Peak Garden）是香港的一個公園，位於香港島太平山的柯士甸山道。公園原址是香港總督的山頂別墅，因為受到香港保衛戰時的戰火損毀而於1946年拆卸，空地發展為山頂公園。公園西望薄扶林水塘、大嶼山及南丫風采發電站。山頂公園於1965年10月5日啟用，由康樂及文化事務署管理。2011年進行翻新，以英式風格庭園為主題。山頂公園鄰近柯士甸山遊樂場，雖然兩者都位於山頂區，但前者位處柯士甸山道的盡頭，接近太平山最高端，後者在柯士甸山道的低位，較接近凌霄閣。公共交通工具只能到達凌霄閣附近，來訪者除徒步外需乘的士或自駕前往公園等等。

## 歷史

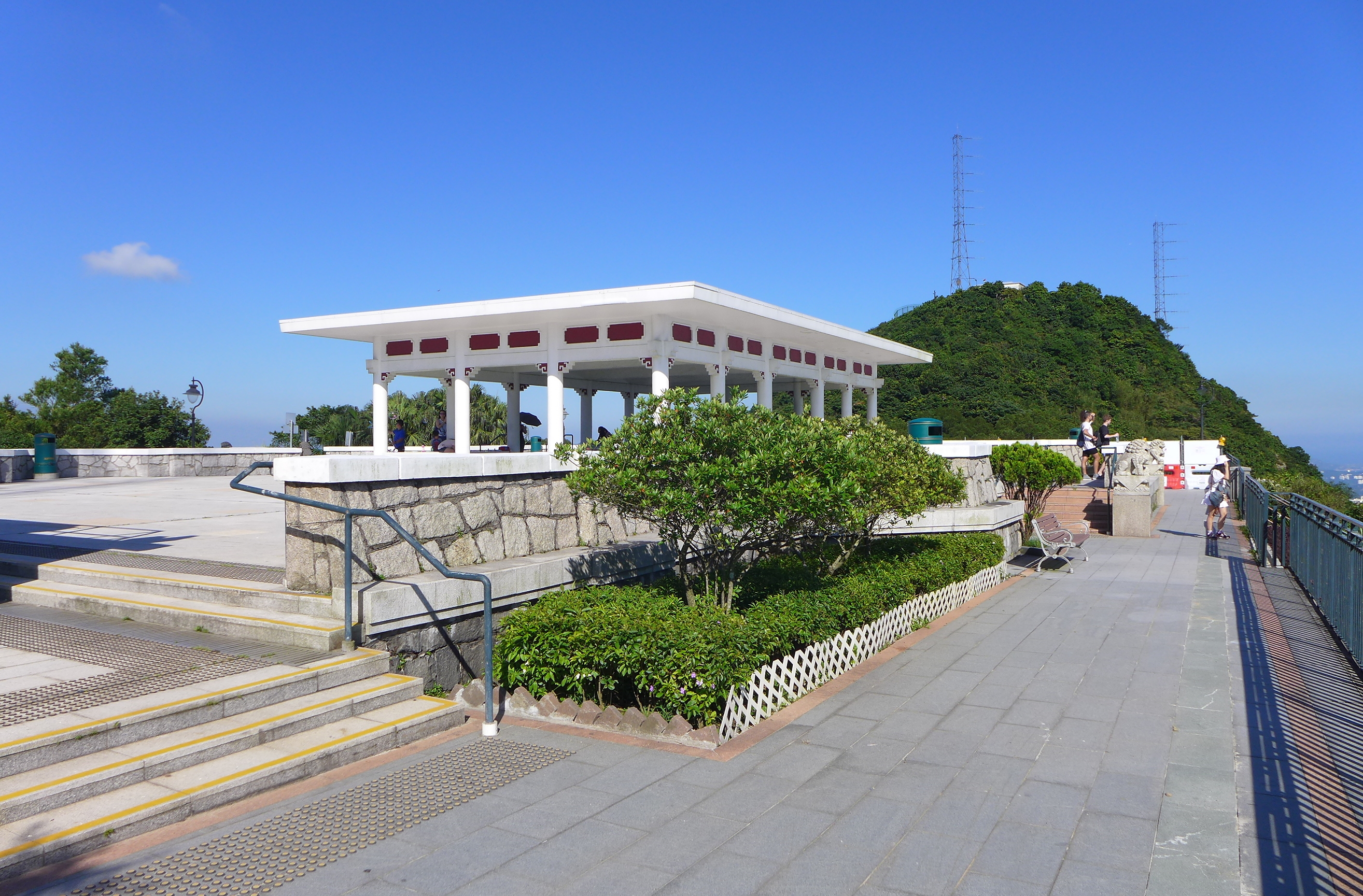
山頂公園涼亭於1979年加建，前身為別墅遺址，涼亭前後都放有一對石獅子

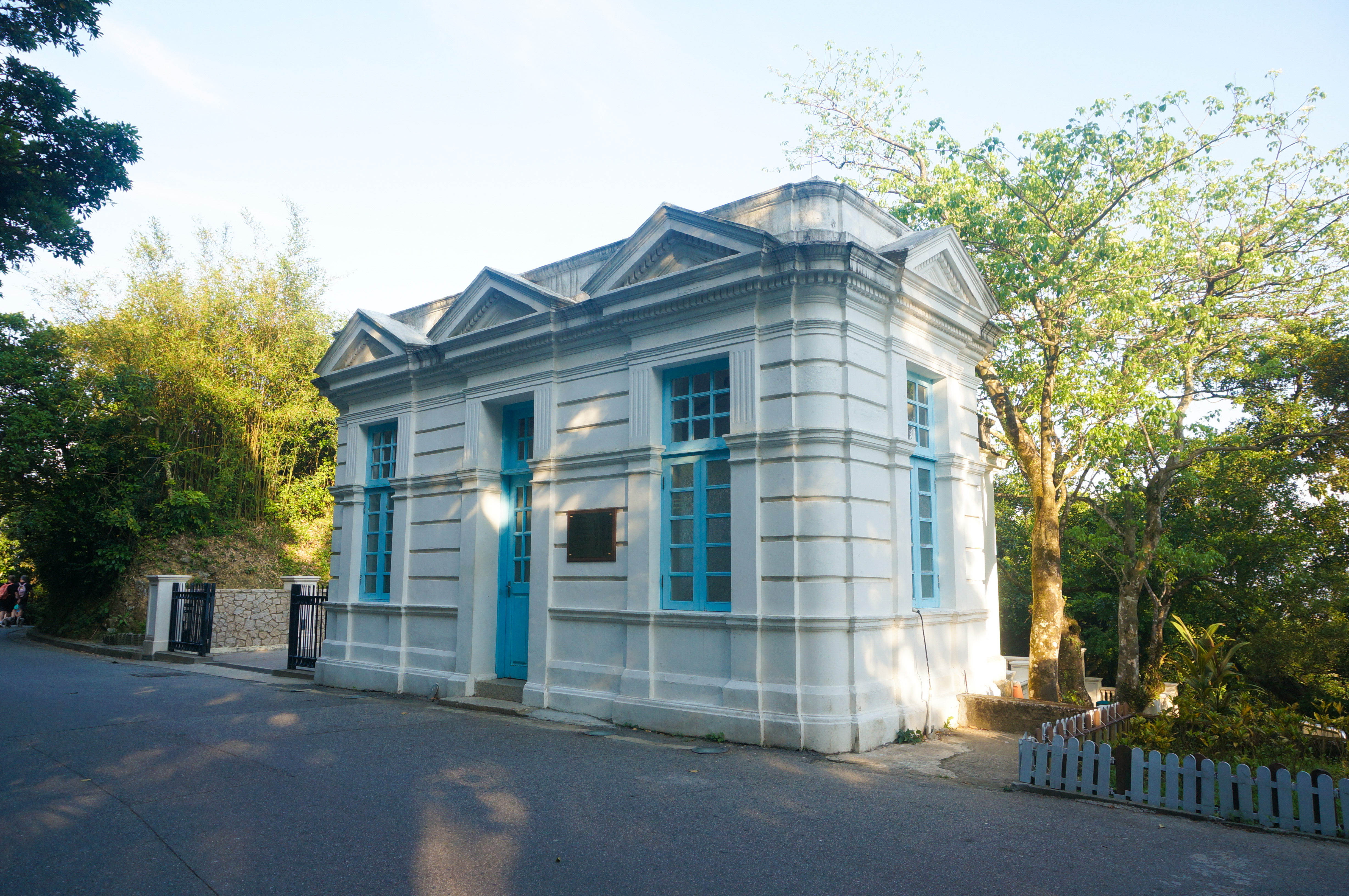
別墅守衛室是一間面積少於500方呎的小屋，是香港法定古蹟

1867年，當時香港夏季非常炎熱，香港總督麥當奴購入山頂一所已棄置的療養院之地皮，改建成避暑別墅，即總督山頂別墅:68。而別墅曾於1892年:33及1902年進行翻修。但在1930年代起由於別墅交通不便，已沒有港督居住:35。別墅更於日治時期香港保衞戰遭受戰火損毀:101，最後在1946年拆卸。原別墅之守衛室及基石則被保留，其中守衛室更於1995年被列為香港法定古蹟。原址闢作山頂公園:68。
1965年10月5日，港英政府將別墅改建成公園，山頂公園正式啟用:68。1978年，政府派出專家尋回別墅的石碑，並放置於公園東北面:88。而山頂公園涼亭於1979年加建，前身為別墅遺址，涼亭前後都放有一對石獅子；不少電影及電視劇均於此處取景。

## 設施
公園具備一些常見設施，如包括殘疾人士洗手間的公廁，另外亦設置了停車場。公園中庭為山頂公園遊覽、野餐的好去處，亦是香港最大的寵物公園，設有狗廁所；該處設有中央花圃，是以花草砌成的幾何圖案:38，為拍攝婚紗照片之熱門勝地。公園中庭設在多座維多利亞式涼亭，包括花圃中心一座；中庭連着一處名為「永結同株林」的花園，在2017年6月30日命名，當時有35對新婚夫婦在園中種下樹木。
公園涼亭旁設有雜貨店（士多）:20。公園雜貨店後方設有一條小徑，通往後方的觀景台。風景向西北可遠望至藍巴勒海峽，向東北望至山頂無線電站。這些位置皆是瞭望西高山、薄扶林水塘及南丫島一帶以及拍攝日落之勝地。而涼亭後有一條下山的同樂徑（Governor's Walk）:32，為昔日總督散步的小徑，連接公園花圃，亦可沿路下山至盧吉道與夏力道的交接處。

## 勘探發現
2006年12月，建築署於公園進行勘探期間，發掘出前總督山頂別墅的部分遺跡，政府於2007年1月公布有關發現，並轉交古物古蹟辦事處進行考古發掘。古蹟辦在同年3月的調查簡報中指出別墅部分地基早於1968年至1970年興建涼亭時已遭受破壞，但是保存情況尚算良好。發掘過程中最大的發現是在門廊上找到一幅圖案地磚，約1米乘3.5米，由Minton Hollins公司生產。此外，古蹟辦進行地面勘查時亦發現8塊於1910年豎立的界石、兩塊軍部的界石、一處曾經用作水務工程平房的頹垣及4個建築構件的棄置點。
經過多年研究，有關部門於2013年決定以玻璃展覽箱形式展示山頂別墅地基遺迹，並以木地台和鋪磚物料重現當年的布局，包括房間和間隔牆，復修工程原預計於2014年展開，但後來不了了之。

## 圖集

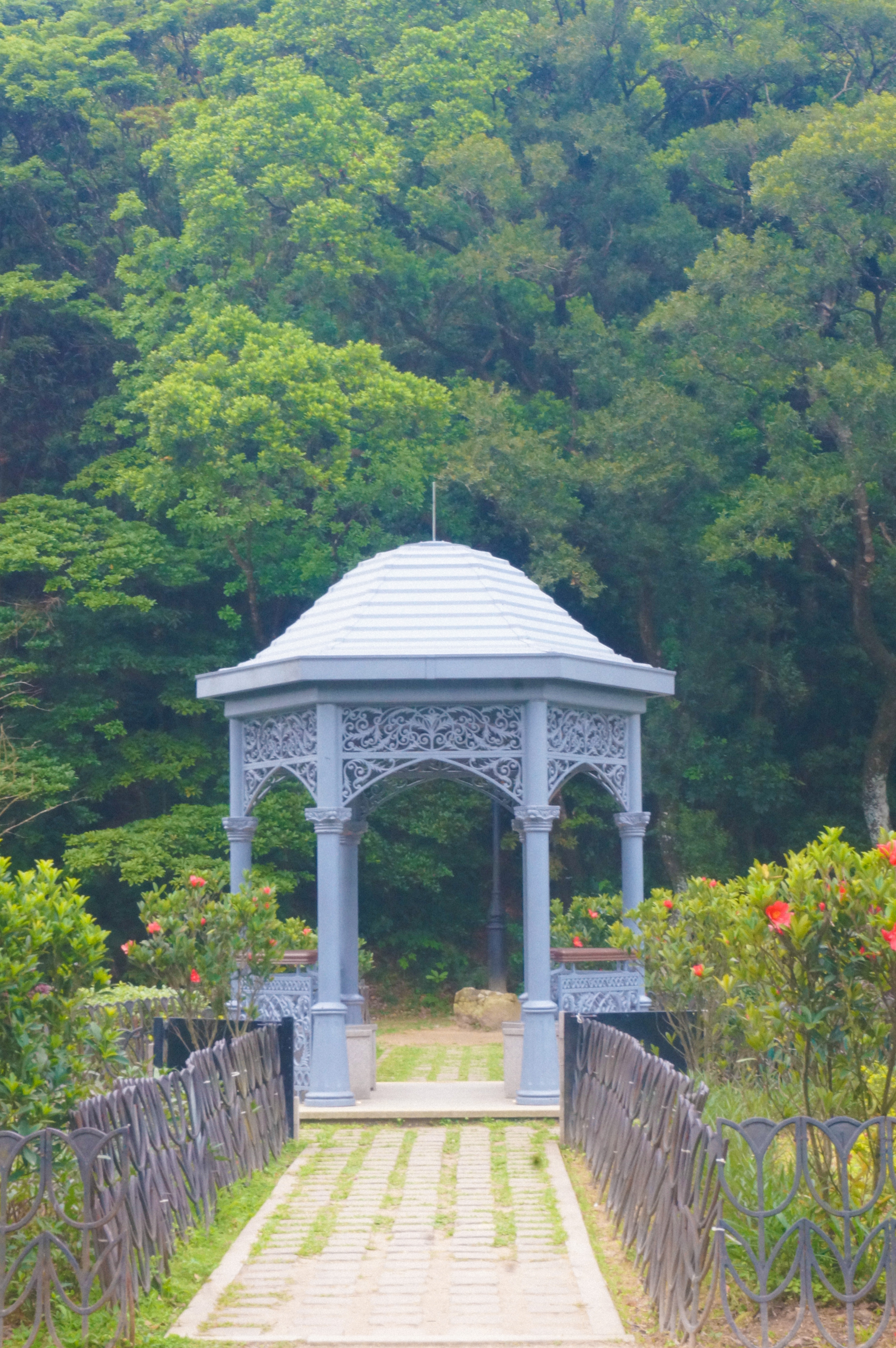
中央花圃中的涼亭
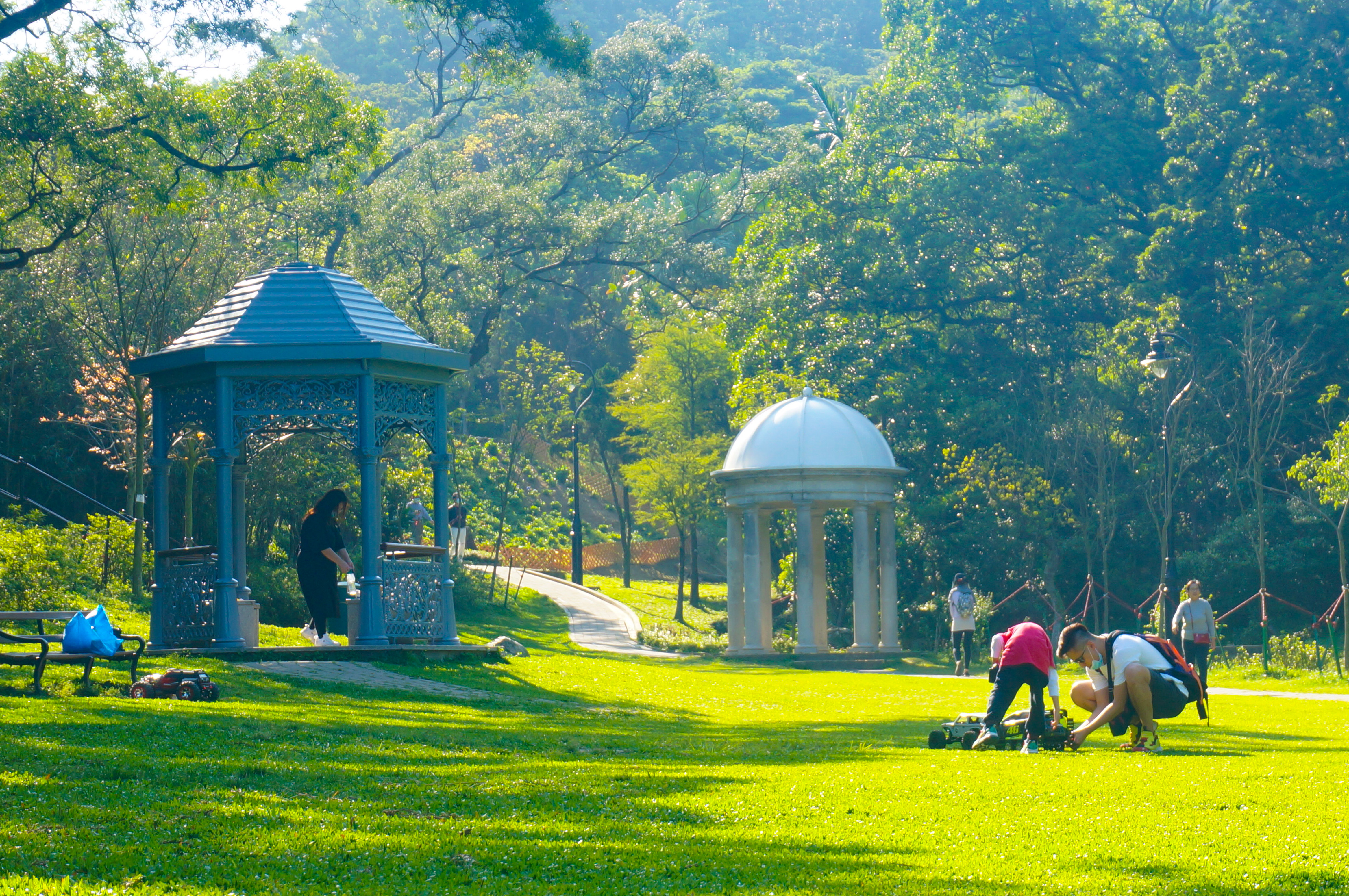
山頂公園英式庭園，感覺寧靜
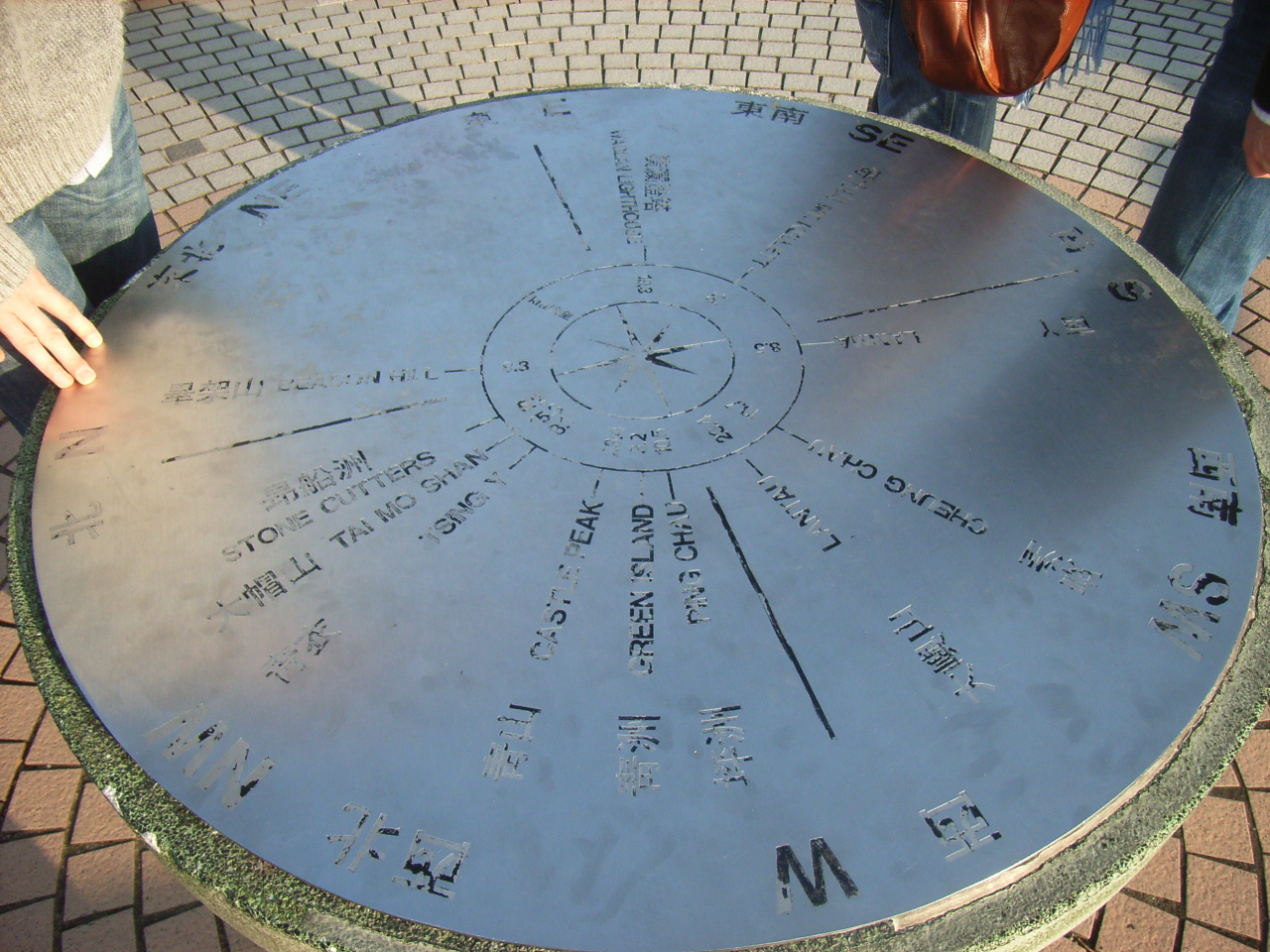
山頂公園內的地理數據

## 外部連結
维基共享资源上的相關多媒體資源：山頂公園